# Marc Rieper
Marc Rieper-Jensen (* 5. Juni 1968 in Rødovre) ist ein ehemaliger dänischer Fußballspieler, ‑trainer und ‑funktionär. Nachdem er sich weitgehend vom Fußball zurückgezogen hatte, übernahm er ein Hotel, ein Café sowie zwei Restaurants in Aarhus.
Bekannt wurde der 61-fache dänische Nationalspieler vor allem an der Seite des Defensivakteurs Lars Olsen und später als Teil des Verteidigerduos „Rieper–Høgh“. Mit der Nationalmannschaft seines Heimatlandes nahm er am König-Fahd-Pokal 1995, der Fußball-Europameisterschaft 1996 und der Fußball-Weltmeisterschaft 1998 teil. Sein jüngerer Bruder Mads Rieper war ebenfalls als Fußballspieler aktiv.

## Vereinskarriere

### Profikarrierebeginn beim Aarhus GF
Nachdem er zuvor bereits im Nachwuchs des Aarhus GF aktiv gewesen war, kam der im Jahre 1968 in der Stadt Rødovre geborene Rieper im Jahre 1988 in die Profimannschaft des Vereins. Obgleich er zu diesem Zeitpunkt bereits 20 Jahre alt war, brachte er es relativ rasch zum Stammspieler in der Abwehrreihe der Aarhuser. Bei 14 torlosen Einsätzen in der Spielzeit 1988 brachte es Rieper mit seinem Team nicht über einen Platz im Tabellenmittelfeld hinaus. Bereits in der Folgesaison rangierte das Team nach 26 gespielten Partien auf dem fünften Tabellenplatz. Rieper selbst war dabei in 23 Begegnungen im Einsatz, wobei er auch zum ersten Mal in einem Profiligaspiel zum Torerfolg kam. Davor nahm der junge Spieler mit der Mannschaft am Europapokal der Pokalsieger 1988/89 teil, wo man nach Erfolgen über den Glenavon FC und Cardiff City im Viertelfinale knapp gegen den späteren Europapokalsieger, den FC Barcelona, mit einem Gesamtscore von 0:1 vom laufenden Bewerb ausschied.
Nach einer annehmbaren Mannschaftsleistung 1989 steigerte sich die Leistung der gesamten Mannschaft in den darauffolgenden Jahren um ein Weiteres. Während man in der Liga im Spieljahr 1990, dem letzten Spieljahr in diesem Format vor der Einführung der neuen Superliga, lediglich einen Platz im Tabellenmittelfeld des dichtgestaffelten Endklassements belegte, schnitt man im Landspokalturneringen 1989/90 wesentlich besser ab. Dort erreichte das Team um den stark aufspielenden Rieper das Finale und verlor dort gegen den Lyngby BK im Wiederholungsspiel, nachdem die erste Begegnung der beiden Teams in einem 0:0-Remis endete. Während er in der Liga in 22 Partien eingesetzt wurde und dabei torlos blieb, war er beim dänischen Pokalbewerb ebenfalls die meiste Zeit im Einsatz. In der nachfolgenden Superliga-Spielzeit 1991 kam der großgewachsene Innenverteidiger in allen 18 Partien zum Einsatz und auch in der ab dem Herbst 1991 ausgetragenen Spielzeit 1991/92 war Rieper im Herbstabschnitt in 18 Spielen erfolgreich. Insgesamt kam er bei diesen 36 Meisterschaftseinsätzen gleich drei Mal zum Torerfolg, die höchste Anzahl an Ligatoren, die Rieper im Laufe seiner Karriere in einem Jahr erzielt hat.

### Brøndby IF
Nach einem dritten Platz im Frühling 1991 erreichte er mit der Mannschaft im Herbst '91 lediglich den fünften Tabellenplatz im Endklassement. Im Frühling '92, dem eigentlichen zweiten Saisonabschnitt, wechselte Rieper innerhalb der Liga zur Brøndby IF, wobei er, nachdem er zuvor im Jahre 1991 in allen 36 Meisterschaftspartien eingesetzt wurde, in zwölf der insgesamt 14 Ligapartien auflief. Obgleich er noch während der laufenden Spielzeit nach Brøndby wechselte, hat er doch einen gewissen Anspruch auf den Pokaltitel, den die Mannschaft am Ende des Landspokalturneringen 1991/92 nach einem 3:0-Erfolg über Boldklubben 1903 gewann. Bei Brøndby bildete er, wie auch im Nationalteam, ein starkes Abwehrduo mit dem etwas älteren Jes Høgh. Doch auch beim neuen Klub fand Marc Rieper schnell den Sprung in die Stammelf und stand so bereits in der Saison 1992/93 in allen 32 Meisterschaftspartien auf dem Platz und erzielte dabei zwei Treffer. Aufgrund eines dritten Platzes in der Endtabelle im Frühling '93 qualifizierte sich Rieper mit der Mannschaft für die 1. Runde des UEFA-Pokals 1993/94. Dort schied er mit der Mannschaft nach ansehnlichen Leistungen knapp in der Achtelfinale gegen Borussia Dortmund mit einem Gesamtscore von 1:2 aus.
Doch auch die nachfolgenden Spielzeit 1993/94 verlief für die Brøndby IF außergewöhnlich gut. So erreichte man im Frühling des Jahres 1994 den dritten Platz im Endklassement und qualifizierte sich dank des Sieges beim Landspokalturneringen 1993/94 (Sieg im Elfmeterschießen über den Næstved BK) für den Europapokal der Pokalsieger 1994/95. Nicht nur für Rieper, sondern für den gesamten Verein war dies ein wesentlicher Erfolg, da man noch in den Jahren zuvor nach den Abgängen einiger Mannschaftsstützen wie Peter Schmeichel, Bent Christensen Arensøe, John Jensen oder Frank Pingel der Gefahr des gesamten Einbruchs der Mannschaft ins Auge sehen musste. Von den vielen herausragenden Spielern bzw. den Stützen des Teams blieb einzig und allein der erfahrene Kim Vilfort der Truppe treu und führte das zum Teil recht junge Team um Marc Rieper an. Nachdem Rieper zur Saison 1994/95 noch in allen 18 Partien des Herbstes im Einsatz war, dabei ein Tor erzielte und es mit der Mannschaft auf den ersten Platz in der Tabelle schaffte, wechselte der Däne im Dezember 1994 auf Leihbasis nach England zum dortigen Erstligisten West Ham United. Für den bis Saisonende datierten Leihvertrag zahlte der englische Klub kolportierte 500.000 £.

### West Ham United
Dabei war er der erste Däne, der je für West Ham United spielen sollte. Dies blieb er schließlich auch bis 2010, als Lars Jacobsen von den Engländern aufgenommen wurde. Sein Pflichtspieldebüt gab Rieper, der eine der ersten Verpflichtungen von Neutrainer Harry Redknapp war, am 10. Dezember 1994, zwei Tage nach seiner Vertragsunterzeichnung, in einem 2:2-Remis gegen Leeds United. Bis zum Saisonende 1994/95 kam Rieper in weiteren 20 Meisterschaftspartien zum Einsatz, in denen er auch einmal zum Torerfolg kam. Aufgrund solider Leistungen wurde der Däne nach abgelaufener Leihzeit als fixer Neuzugang von Redknapp ins Team gebracht. Der Verein zahlte dafür weitere 1.000.000 £ bis 1.100.000 £ an die Brøndby IF. In der darauffolgenden Spielzeit avancierte der großgewachsene Innenverteidiger rasch zu einem der Stammspieler in der Abwehrkette des Hauptstadtklubs auf dem London Borough of Newham. So wurde er in 36 der insgesamt 42 möglich gewesenen Ligaspielen eingesetzt, erzielte dabei zwei Tore und erreichte mit der Mannschaft den zehnten Platz in der Endtabelle.
Diese Leistung brach aber mit der Spielzeit 1996/97 ein, als sich Rieper verletzte und so einen großen Teil der Saison verpasste. Dennoch brachte er es bis zum Saisonende im Mai 1997 auf 28 Ligaauftritte, einen Ligatreffer sowie auch auf ein Eigentor. Mit dem Fehlen des routinierten Abwehrspielers, der zu dieser Zeit vor allem mit seinem kongenialen Abwehrpartner Slaven Bilić glänzte, schwächelte auch die gesamte Mannschaft, weshalb man über längere Zeit um den Klassenerhalt kämpfen musste. Zum Saisonende hin reichte es schließlich in der dicht gestaffelten Premier-League-Tabelle für den 14. Platz, nur zwei Punkte vor dem ersten Absteiger AFC Sunderland. In der Saison 1997/98 absolvierte Rieper fünf Ligaspiele, in denen er einen Treffer beisteuerte, ehe ein umgehender Wechsel des Dänen bekanntgegeben wurde. Dieser sollte ihn schließlich nach Schottland zum dortigen Erstligisten Celtic Glasgow führen, nachdem er bei Trainer Redknapp des Öfteren in Missgunst gefallen war und dieser immer mehr Kritik gegen ihn aufbrachte. Den englischen Fußballfans fiel Rieper unter anderem in einer Partie besonders auf, als er während des Spiels eine seiner Kontaktlinsen verlor, diese danach am Feld suchte und aufgrund der eingeschränkten Sicht deshalb kurzzeitig nicht weiterspielen konnte. Bei West Ham United absolvierte er insgesamt 101 Pflichtspiele, davon 90 in der Liga, und kam fünf Mal für sein Team zum Torerfolg.

### Celtic Glasgow
Nachdem er bereits in fünf Partien für den Londoner Klub im Einsatz war, absolvierte er den Rest der Saison 1997/98 bei seinem neuen schottischen Klub. Zu diesem wurde er im September 1997 von Trainer Wim Jansen für eine kolportierte Ablösesumme von 1.400.000 £ geholt und wurde dort schnell zu einem Publikumsliebling. Schon in jungen Jahren kam Rieper in gewisser Weise mit dem schottischen Traditionsklub in Kontakt. So war der ehemalige Celtic-Torhüter Bent Martin nach seinem Karriereende als Aktiver als Torwartjugendtrainer beim Aarhus GF engagiert und kam so auch mit Marc Rieper in Kontakt. Des Weiteren agierte er bei einem UEFA-Cup-Erstrundenspiel 1983/84 des Aarhus GF gegen Celtic Glasgow als Balljunge. Zu seinem Pflichtspieldebüt für die Bhoys, so einer der Spitznamen der schottischen Mannschaft, kam der Däne am 13. September 1997 beim 3:2-Auswärtssieg über den FC Motherwell, als er über die volle Spieldauer eingesetzt wurde. Die restliche Saison verlief für Rieper und sein Team ebenso erfolgreich. So gewann man am Saisonende die schottische Meisterschaft mit einem 2-Punkte-Vorsprung auf den Stadtrivalen Glasgow Rangers und war daneben auch noch im Scottish League Cup 1997/98, dem schottischen Ligapokal, erfolgreich. Dabei besiegte man Dundee United im Finale, wobei Rieper den Treffer zur 1:0-Führung seines Teams beisteuerte und so der Wegbereiter zum späteren 3:0-Erfolg war.
Der bei Celtic Glasgow als stark im Kopfball- und als ausgezeichnet im Stellungsspiel bekannte Rieper agierte beim Team als starker Defensivpartner von Alan Stubbs. Vor allem der Einfluss des Dänen, der sich über die gesamte Saison hinweg als Schlüsselspieler hervortat, war es, der das Defensivspiel der Bhoys ruhig aber konsequent wirken ließ. Großen Anteil hatte die Defensivabteilung des Klubs auch an dem Vereinsrekord, den die Mannschaft in dieser Saison aufstellte (neun siegreiche Ligaspiele in Folge). Zusammen in der Mannschaft spielte Rieper auch mit seinem Landsmann Morten Wieghorst, der zu dieser Zeit unter anderem auch im dänischen Nationalteam aktiv war. Nach sieben Meisterschaftseinsätzen in der Saison 1998/99 zog sich der zu diesem Zeitpunkt 30-jährige Däne eine Zehenverletzung am rechten Fuß zu, die ihn Monate ausfielen ließ. Als Ersatzmann wurde der Brasilianer Rafael Scheidt ins Team geholt; doch auch Scheidt verletzte sich schwer, ehe er überhaupt ein einziges Meisterschaftsspiel für die Schotten bestreiten konnte. In der Zwischenzeit war der Langzeitverletzte Marc Rieper noch immer außer Gefecht und wurde vom neuen Celtic-Trainer Kenny Dalglish zusammen mit Tommy Burns als Assistenztrainer in den Trainerstab geholt.

### Trainerkarriere und Leben danach
Nach Dalglishs Rücktritt im Jahre 2000, half er dessen Nachfolger Martin O’Neill einige Monate und beendete daraufhin im Alter von 32 Jahren seine Karriere als Aktiver. Im Rückblick auf diese Zeit meint Rieper selbst, dass die Operationen an seiner Zehe nicht wirklich von Erfolg gekrönt waren, da er nicht mehr mit vollen 100 % spielen konnte, was auf so einem hohen Level schnell das Aus bedeuten konnte. Obwohl er nach zwei Operationen wieder normal gehen und laufen konnte und auch wieder an einigen Trainingseinheiten teilnahm, hatte er beim Spielen des Balles mit dem Fuß oder beim Kontakt mit anderen Spielern noch immer große Schmerzen, was vor allem auch auf die geringe Blutzirkulation in seiner großen Zehe zurückzuführen war. Rückblickend auf seine Zeit in Schottland nennt Rieper zwei Highlights. Zu einem war dies die gesamte Saison 1997/98 und zum anderen das Begräbnis von Oran Docherty, einem kleinen Jungen und Celtic-Fan, der eines der insgesamt 29 Todesopfer beim Bombenanschlag in Omagh war.
Obgleich er sich Celtic Glasgow noch immer verbunden fühlte, trat er die Heimreise nach Dänemark an und agierte an der Seite von John Stampe als Assistenztrainer seines Ausbildungsvereins, dem Aarhus GF und verließ den Verein mit Stampe, als dieser seinen Rücktritt im Jahre 2002 bekanntgab. Danach war Rieper, der während seiner Jugend in seiner Heimat als Immobilienmakler ausgebildet wurde, kurze Zeit in der Vereinsführung bzw. im Vorstand des Aarhus GF aktiv und übernahm danach ein Hotel, ein Café sowie zwei Restaurants in Aarhus, die er zum Teil mit seiner Ehefrau führte. Aufgrund seiner Verbindungen wurden auch die beiden späteren Nationalspieler Michael Doyle und Liam Miller von Celtic Glasgow zum Aarhus GF geholt. Weiters ist anzumerken, dass Rieper nach seinem Karriereende auch eine eigene Fußballschule in Dänemark leitete. Bereits während seiner Zeit in England bzw. Schottland war Rieper Vater einer Tochter.

## Nationalmannschaftskarriere

### Vom U-21-Teamspieler zu einer wachsenden Größe in der A-Nationalmannschaft
Erste Erfahrung in einer dänischen Nationalauswahl sammelte Rieper im Jahre 1988, als er erstmals in den Kader der dänischen U-21-Nationalmannschaft geholt wurde. Sein Länderspieldebüt gab er dabei am 13. September 1988 beim 0:0-Remis in einem Freundschaftsspiel gegen England. Danach war Rieper in den Jahren 1988 und 1989 noch in drei Vorrundenspielen der U-21-EM 1990 gegen die drei Gruppengegner Griechenland, Bulgarien und Rumänien im Einsatz. Dort schaffte man allerdings nicht die Qualifikation zur EM-Endrunde und verblieb als Dritter in der Gruppe 1.
Aufgrund seiner Leistungen in der Liga schaffte Rieper im Jahre 1990 den Sprung in den Kader der A-Nationalmannschaft Dänemarks, wo er am 5. September 1990 in einem Freundschaftsspiel gegen Schweden sein Länderspieldebüt gab. Beim 1:0-Sieg der Dänen war er über die volle Spieldauer im Einsatz. Zu weiteren zwei Einsätzen kam der großgewachsene Innenverteidiger schließlich beim Scania 100, einem freundschaftlichen Turnier, das vom schwedischen Fußballverband organisiert wurde. Dabei kam er in beiden Spielen Dänemarks zum Einsatz, schaffte es am Ende aber nur auf den letzten Platz. Neben weiteren zwei Freundschaftsspieleinsätzen und einem Einsatz bei der Artemio Franchi Trophy im Jahre 1993, folgten bis zum Ende des Jahres 1993 insgesamt zehn Qualifikationsspiele zur WM 1994. Dabei schaffte die Mannschaft in der Gruppe 3 nur knapp nicht den Einzug zur WM-Endrunde in den Vereinigten Staaten und musste sich gegen die starken Spanier und gegen Irland geschlagen geben, die sich aufgrund der höheren Anzahl an erzielten Toren das Weiterkommen sicherten.

### Erfolgreiche Qualifikation zur EM 1996
Nach weiteren fünf Freundschaftsländerspieleinsätzen absolvierte Rieper im Jahre 1994 auch noch drei Qualifikationsspiele zur EM 1996 und war danach Anfang 1995 mit der dänischen Nationalelf beim König-Fahd-Pokal 1995 im Einsatz. Dort wurde der Innenverteidiger, der sich schon längst in die Stammelf Dänemarks gespielt hatte, in allen drei Begegnungen seiner Mannschaft eingesetzt und gewann am Ende den Bewerb nach einem 2:0-Finalsieg über Argentinien. Im gleichen Jahr folgten noch sieben EM-Qualifikationsspiele sowie ein Freundschaftsspiel gegen Finnland. Bei der EM-Qualifikation konnte sich Dänemark klar als eines der stärksten Teams der Gruppe 2 durchsetzen und schaffte als Zweitplatzierter zusammen mit Spanien auf Gruppenplatz 1 die erfolgreiche Qualifikation zur EM-Endrunde in England. Nach drei Freundschaftsspieleinsätzen im Jahre 1996 berief ihn der damalige Nationaltrainer Dänemarks Richard Møller Nielsen in das 22-Mann-Aufgebot Dänemarks, das an der EM-Endrunde 1996 in England teilnehmen sollte.
Bei der Europameisterschaft wurde Rieper in allen drei Spielen Dänemarks eingesetzt, schied aber mit der Mannschaft nach zum Teil passablen Leistungen noch in der Gruppenphase als Dritter der Gruppe D vom laufenden Bewerb aus. Nach dem Ausscheiden aus der EM-Endrunde folgten bis zum Jahresende weitere zwei Freundschaftsländerspieleinsätze sowie ein Einsatz bei der Qualifikation zur Weltmeisterschaft 1998. Das Jahr 1997 war vor allem durch Einsätze in WM-Qualifikationsspielen geprägt, wovon Rieper gleich fünf absolvierte. Dabei gelang ihm am 8. Juni 1997 beim 2:0-Heimerfolg über Bosnien-Herzegowina, seinem 47. Länderspieleinsatz, sein erstes Tor für sein Heimatland. Am Ende der Qualifikation setzte sich die Mannschaft in der Gruppe 1 gegen Gegner wie Kroatien, Griechenland, Bosnien-Herzegowina und Slowenien durch und schaffte als Gruppenführer den Einzug zur WM-Endrunde nach Frankreich.

### Mit Dänemark bei der WM 1998
Danach kam Rieper zu einem ereignisreichen Jahr 1998. So absolvierte er bis Anfang Juni vier Freundschaftsspiele für Dänemark und wurde danach in das Aufgebot Dänemarks geholt, das an der Weltmeisterschaft in Frankreich in teilnehmen sollte. Dort kam er, obgleich er zu dieser Zeit bereits durch seine Zehenverletzung weitgehend gehandicapt war, in allen fünf Begegnungen Dänemarks zum Einsatz und agierte als einer der Schlüsselspieler, als er die Mannschaft bis ins Viertelfinale führte, wo man schließlich gegen den späteren Finalisten Brasilien knapp mit 2:3 unterlag. In dieser Begegnung, das bis zu diesem Zeitpunkt das beste der ganzen Weltmeisterschaft war, war Rieper nahe dran zum Helden des Spiels zu werden, als er kurz vor Abpfiff beim Stand von 3:2 für Brasilien nur die Latte traf. Kurz zuvor hatte Rieper bereits eine weitere Chance auf den Ausgleichstreffer, die er allerdings ebenfalls vergab und so den von Anfang an favorisierten Brasilianern indirekt zum Weiterkommen im Bewerb verhalf. Während der Weltmeisterschaft war der Innenverteidiger ein zweites Mal in seiner Nationalmannschaftskarriere als Torschütze erfolgreich, als er beim 1:0-Erfolg über Saudi-Arabien den einzigen Treffer des Spiels erzielte.

### Karriereaus nach der Weltmeisterschaft
Nachdem er in der Saison davor mit Celtic die Meisterschaft gewonnen hatte und durch diese für die 1. Qualifikationsrunde zur Champions League 1998/99 spielberechtigt war, kam er in dieser zum Einsatz, schied aber im Anschluss in der 2. Qualifikationsrunde gegen Croatia Zagreb vom laufenden Bewerb aus. Nach dem Ausscheiden nahm er mit der Mannschaft im UEFA-Pokal 1998/99 teil und absolvierte sieben Meisterschaftsspiele, ehe die Schmerzen im Fuß so akut wurden, dass er sich vom Spielbetrieb zurückziehen musste. Obwohl er nach der WM bis zum Oktober 1998 noch drei Länderspiele (allesamt bei der Qualifikation zur Europameisterschaft 2000) absolvierte, versprach ihm der dänische Nationaltrainer Bo Johansson einen Platz im dänischen Kader für die Euro 2000, sofern es die Mannschaft schaffte sich gegen die Türkei sowie in den Relegationsspielen durchzusetzen. Obgleich zum Teil ansprechender Leistung schied man dort allerdings aus und nur Portugal schaffte von all den Gruppenzweiten die erfolgreiche Teilnahme an der EM-Endrunde.
Als Nationalspieler stellte er unter anderem einen dänischen Rekord auf, als er von seinem fünften Länderspiel bis hin zu seinem 42. Länderspiel in allen offiziellen Länderspielen Dänemarks eingesetzt wurde und es so auf eine Serie von 38 aufeinanderfolgende Spiele brachte. Seine Karriere in der dänischen Nationalmannschaft nach 61 absolvierten Spielen und zwei erzielten Toren. Andere aber offenbar falsche Quellen gehen davon aus, dass Rieper erst bei seinem 50. Länderspieleinsatz im März 1998 diesen Rekord aufstellte, als er in 31 aufeinanderfolgenden Länderspielen eingesetzt wurde. Weiters wurde der großgewachsene Innenverteidiger im Laufe seiner Karriere in fünf inoffiziellen Länderspielen Dänemarks eingesetzt, in denen er allerdings torlos blieb. Mit Stand 17. November 2010 gehört Rieper zu den 30 am häufigsten eingesetzten dänischen Nationalspielern aller Zeiten.

## Erfolge
mit Aarhus GF
- 1× Viertelfinalist im Europapokal der Pokalsieger: 1988/89
- 1× Dänischer Cupfinalist: 1989/90
- 1× Dänischer Cupsieger: 1991/92 (inoffiziell; da er noch während der Spielzeit zur Brøndby IF wechselte)

mit Brøndby IF
- 1× Dänischer Cupsieger: 1993/94
- 1× Dänischer Supercupsieger: 1994

mit Celtic Glasgow
- 1× Schottischer Meister: 1997/98
- 1× Scottish League Cupsieger: 1997/98

mit Dänemark
- 1× König-Fahd-Pokalsieger: 1995
- 1× Teilnahme an der Europameisterschaft 1996
- 1× Teilnahme an der Weltmeisterschaft 1998